# Coryanthes kaiseriana
Coryanthes kaiseriana là một loài thực vật có hoa trong họ Lan. Loài này được G.Gerlach mô tả khoa học đầu tiên năm 2003.